# Кравченко, Евгений Сергеевич
Евгений Сергеевич Кравченко (25 декабря 1907 — 28 июня 1975) — советский прозаик и драматург, куплетист.

## Биография
Родился 25 декабря 1907 года в Владимировке, сейчас Доманевского района, Николаевской области.
Автор многих книг рассказов и юморесок, популярных одноактных и других пьес.
Создал тексты куплетов Голохвастова и других песен (композитор — В. Гомоляка) для популярной кинокомедии «За двумя зайцами» (1961).
Отдельными изданиями вышли пьесы «Любовь» (1939), «Под красной калиной» (1954), «Солдатская поэма» (1961), «Весенние грозы» (1963), «На данном этапе» (1965); сборники рассказов и юморесок «Мои современники» (1954), «Быль» (1961), «На крыльях детства» (1969), повесть «На рассвете» (1967); сборники юмористических рассказов «Духовный оркестр» (1965), «Бычок-дипломат» (1966) и «Максимальный минимум» (1976, все три в переводах Е. Весенина).

## Память
Его именем названа Библиотека для юношества в Днепровском районе города Киева по улице Энтузиастов, 51/24.